# GPR120
GPR120, G protein-spregnuti receptor 120, je protein koji je kod čoveka kodiran GPR120 genom.
i
Za GPR120 je bilo pokazano da posreduje antiinflamatorne i insulin-senzibilizujuće efekte omega 3 masnih kiselina.

## Literatura
1. ↑  Fredriksson R, Hoglund PJ, Gloriam DE, Lagerstrom MC, Schioth HB (2003). „Seven evolutionarily conserved human rhodopsin G protein-coupled receptors lacking close relatives”. FEBS Lett. 554 (3): 381—8. PMID 14623098. doi:10.1016/S0014-5793(03)01196-7.
2. ↑  „Entrez Gene: GPR120 G protein-coupled receptor 120”.
3. ↑  Oh DY; Talukdar S; Bae EJ;  . (2010). „GPR120 is an omega-3 fatty acid receptor mediating potent anti-inflammatory and insulin-sensitizing effects”. Cell. 142 (5): 687—98. PMID 20813258. doi:10.1016/j.cell.2010.07.041. Приступљено 09. 04. 2011.

## Dodatna literatura
- Strausberg RL; Feingold EA; Grouse LH;  . (2003). „Generation and initial analysis of more than 15,000 full-length human and mouse cDNA sequences.”. Proc. Natl. Acad. Sci. U.S.A. 99 (26): 16899—903. PMC 139241 . PMID 12477932. doi:10.1073/pnas.242603899.
- Vassilatis DK; Hohmann JG; Zeng H;  . (2003). „The G protein-coupled receptor repertoires of human and mouse.”. Proc. Natl. Acad. Sci. U.S.A. 100 (8): 4903—8. PMC 153653 . PMID 12679517. doi:10.1073/pnas.0230374100.
- Deloukas P; Earthrowl ME; Grafham DV;  . (2004). „The DNA sequence and comparative analysis of human chromosome 10.”. Nature. 429 (6990): 375—81. PMID 15164054. doi:10.1038/nature02462.
- Hirasawa A; Tsumaya K; Awaji T;  . (2005). „Free fatty acids regulate gut incretin glucagon-like peptide-1 secretion through GPR120.”. Nat. Med. 11 (1): 90—4. PMID 15619630. doi:10.1038/nm1168.
- Oh JH; Yang JO; Hahn Y;  . (2006). „Transcriptome analysis of human gastric cancer.”. Mamm. Genome. 16 (12): 942—54. PMID 16341674. doi:10.1007/s00335-005-0075-2.